# Muros, Sardinien
Muros är en ort och kommun i provinsen Sassari i regionen Sardinien i Italien. Kommunen hade 843 invånare (2017).